# Athina Papafotiou
Athina Papafotiou (griechisch Αθηνά Παπαφωτίου, * 23. August 1989 in Athen) ist eine griechische Volleyballspielerin.

## Karriere
Papafotiou begann ihre Karriere 2010 bei Panathinaikos Athen und wurde mit dem Verein 2011 griechische Meisterin. Den Erfolg wiederholte sie ein Jahr später mit ihrem neuen Verein AEK Athen. 2014 wechselte die Zuspielerin zum deutschen Bundesligisten Allianz MTV Stuttgart. Mit dem Verein gewann sie in der Saison 2014/15 den DVV-Pokal und wurde Vizemeisterin. Danach ging sie zum französischen Erstligisten ASPTT Mulhouse, mit dem sie 2017 die französische Meisterschaft gewann. In der Saison 2017/18 spielte sie in der italienischen Liga bei Imoco Volley Conegliano und wurde auch dort Meisterin. Anschließend kehrte Papafotiou zu ASPTT Mulhouse zurück. 2019/20 war sie wieder in Italien aktiv, diesmal bei Lardini Filottrano. Nach einem erneuten Jahr in Stuttgart kehrte die Griechin wieder zu ihrem Heimatverein Panathinaikos Athen zurück.